# Falsk erindring
En falsk erindring er en hukommelsesillusion, en erindring om en begivenhed, der ikke har fundet sted eller er en forvrængning af en faktisk oplevelse. Falske erindringer kan virke meget levende, præcis ligesom normale erindringer, og er nemme at inducere. Ofte vil forsøgspersoner i psykologiske forsøg, i hvem en falsk erindring med vilje er blevet induceret, nægte at tro, at mindet er falsk, og vil have lige så stor tillid til dette, som til nøjagtige rigtige minder.
Falske erindringer kan skabes på forskellige måder, og den præcise mekanisme er kontroversiel. Forskningsresultater indikerer at nogle af disse erindringer formes ved repetition af en begivenhed, som personen ikke er sikker på er sket: efter at have tænkt over og visualiseret den gentagne gange, kan personen begynde at huske den, som om den faktisk er har fundet sted. Når personen bedes om at genkalde begivenheden, vil hun gøre dette overbevist om ægtheden, men det er blot de tidligere visualiseringer, der gør erindringen bekendt.

## Falsk erindringssyndrom
Falsk erindringssyndrom (False-memory syndrome, FMS) er en sindstilstand hvor man har en stor mængde meget levende falske erindringer, ofte om misbrug i barndommen. FMS findes ikke i ICD-10 eller DSM-IV. Denne tilstand kan f.eks. skyldes såkaldte recovered memories, hvor en psykolog eller terapeut fremmaner tilsynaldende ægte erindringer om misbrug.
Dette har været et vigtigt emne i mange efterforskninger, heriblandt sager om påstået seksuelt misbrug og satanisk rituelt misbrug. Selvom de anerkender, at ikke alt misbrug kan bevises ved ekstern evidens (beviser), mener fortalere for denne teori, at det er muligt for en person at fremstille falske erindringer, ofte som et resultat af andre stressfaktorer i deres liv såsom vrede eller ydre pres.
Forskningen i denne del af psykologien støttes af akademikere, såsom Elizabeth Loftus , og grupper som False Memory Syndrome Foundation.
En gruppe bestående af næsten alle psykologerne fra Aarhus Universitet udtalte i oktober 2002:
- Det er muligt at inducere falske erindringer hos såvel børn som voksne.
- Der findes ingen sikre måder at skelne falske fra autentiske erindringer.
- Der findes ikke noget distinkt symptombillede, der knytter sig til seksuelt misbrug, og som kan bruges til at diagnosticere dette.

Desuden udtalte gruppen kritik af de praktiserende psykologer, der ikke anerkender denne konsensus, men alligevel påtager sig rollen som ekspert i sager om seksuelt misbrug.

## Falske erindringer i retsvæsenet
George Franklin boede i nærheden af Sacramento i 1989, da hans voksne datter Eileen Franklin-Lipsker anklagede ham for voldtægt af og mord på hendes barndomsveninde, den 8-årige Susan Nason, ved at knuse pigens hoved med en sten. Eileen påstod at have fortrængt mindet i tyve år, helt til hendes egen datter nærmede sig barndomsveninden i alder.
George Franklin blev dømt til livstid i 1990, men blev løsladt, da Eileen nogle år senere kom i tanker om to andre drab, hendes far også skulle have begået. Disse sidste beskyldninger kunne øvrigheden uden videre afsløre som falske. Det blev erkendt, at Eileens påståede minder var falske. I Norge kendes to tilsvarende sager efter 2000, hvor patienter i terapi påstod at have bevidnet mord begået af navngivne gerningsmænd, men hvor der ikke fandtes noget sandsynligt offer. Begge sager blev henlagt, og man gik i det ene tilfælde til erstatningssag mod psykoterapeuten.

## Beslægtede emner
- Recovered memory
- Blitzhukommelse (Flashbulb erindring)

## Eksterne links
- Skeptic's Dictionary on false memories Arkiveret 15. april 2004 hos  Wayback Machine
- Børnepsykologisk Rådgivning Arkiveret 9. januar 2004 hos  Wayback Machine